# Terrai Bainen
Terrai Bainan là một đô thị thuộc tỉnh Mila, Algérie. Dân số thời điểm năm 2002 là 20.685 người.